# Frente de Acção Popular
O Frente de Acção Popular (FAP) foi uma organização marxista-leninista portuguesa que foi fundada em janeiro de 1964 em Paris, na sequência da rutura e expulsão de vários membros do PCP , a fundação da FAP marcou o início das organizações maoístas e marxistas-leninistas em Portugal.

## História
Dissidência do PCP criada em Janeiro de 1964 por Francisco Martins Rodrigues, depois de divergências na reunião do comité central de agosto de 1963.
Acompanham-no João Pulido Valente e Rui d’Espinay. Acusam o PCP de mero eleitoralismo. Em Abril de 1964 surge a partir deste grupo o Comité Marxista-Leninista Português (CMLP) que passa editar o periódico Revolução Popular.
No regresso a Portugal, os elementos da FAP são denunciados no Avante!.
Em 1966, após denuncia de um infiltrado, com a prisão de praticamente todos os elementos, mantendo-se apenas um Comité do Exterior que organiza uma I Conferência em 1967.
Mas a fragmentação destes movimentos torna-se inevitável, até pela ausência da orientação teórica de Francisco Martins Rodrigues, a FAP é dissolvida e o CMLP passa por uma fase de “purificação” do ponto de vista ideológico.